# Вевець
Вевець (пол. Wiewiec) — село в Польщі, у гміні Стшельці-Великі Паєнчанського повіту Лодзинського воєводства.
Населення — 478 осіб (2011).
У 1975-1998 роках село належало до Ченстоховського воєводства.

## Демографія
Демографічна структура станом на 31 березня 2011 року:
|          | Загалом | Допрацездатний вік | Працездатний вік | Постпрацездатний вік |
| -------- | ------- | ------------------ | ---------------- | -------------------- |
| Чоловіки | 224     | 40                 | 152              | 32                   |
| Жінки    | 254     | 38                 | 136              | 80                   |
| Разом    | 478     | 78                 | 288              | 112                  |